# Salats de Súria
La Colla Castellera Salats de Súria és una colla castellera de Súria, al Bages, creada l'any 2008. Tant la camisa, de color potassa (salmó rosat), com el nom de la colla fan referència als jaciments de sal potàssica de la població. Els màxims castells assolits per la colla fins a l'actualitat són el 2 de 7, 5 de 7, el 4 de 7 amb l'agulla, el 3 de 7 amb l'agulla, el 3 de 7, el 4 de 7 i el pilar de 5.
La colla es va presentar el Dissabte Sant del 2008, quan diversos membres de les colles caramellaires de Súria es van unir per aixecar els primers castells. El 19 d'abril del 2008, en la segona Nit de Castells, un acte organitzat per la revista Castells, se'ls va concedir una beca de 3.000 € juntament amb els Margeners de Guissona (del 2007), per "les dues noves colles castelleres aparegudes en cinc anys".
El 10 de juliol de 2010, a plaça pròpia i durant la diada de Festa Major, els Salats de Súria van descarregar el seu primer 3 de 7. El mateix any, a la III Diada dels Salats, van descarregar el 9 de 6 per primera vegada en la seva història. En la IV Diada dels Salats, celebrada el 15 d'octubre del 2011 a Súria conjuntament amb els Castellers de Badalona i els Castellers del Riberal, van fer la millor actuació fins aleshores descarregant el seu primer 4 de 7 amb l'agulla, el 3 de 7, el 5 de 6 i el pilar de 5. El 3 de novembre del 2012, per la seva V Diada, els Salats van afegir en el seu repertori el 3 de 7 amb l'agulla, que juntament amb dos pilars de 4 d'inici, el 3 de 7, el 4 de 7, un vano de 5 i dos pilars de 4 de comiat van fer d'aquesta la millor actuació de la seva història fins a l'actualitat.
El dia 6 d'octubre del 2013, en l'actuació del IX Concurs de castells Vila de Torredembarra, els Salats de Súria van descarregar un 5 de 7 per primera vegada.

## Participació en concursos
| Resultat              |
| --------------------- |
| Descarregat (D)       |
| Carregat (C)          |
| Intent (I)            |
| Intent desmuntat (ID) |

La següent taula mostra el resultat dels castells provats per la colla en les diferents edicions del concurs de castells Vila de Torredembarra en què va participar. També hi figuren els punts totals aconseguits per la colla, obtinguts de la suma del resultat del pilar de 4 caminant d'entrada i dels tres millors castells, i la posició que va aconseguir sobre el total de colles participants.
| Núm. | Concurs                                        | Data                | Castells | Castells | Castells | Castells | Castells | Punts | Pos.  | Ref.   |
| Núm. | Concurs                                        | Data                | Pilar    | 1a r.    | 2a r.    | 3a r.    | 4a r.    | Punts | Pos.  | Ref.   |
| ---- | ---------------------------------------------- | ------------------- | -------- | -------- | -------- | -------- | -------- | ----- | ----- | ------ |
| 1    | VII Concurs de castells Vila de Torredembarra  | 4 d'octubre de 2009 | Pde4cam  | 2de6     | Pde5     | 3de7(i)  | 3de6     |       | 11/12 | [ 10 ] |
| 2    | VIII Concurs de castells Vila de Torredembarra | 2 d'octubre de 2011 | Pde4cam  | 3de7     | 4de7     | 4de7a(c) | –        | 1.972 | 9/13  | [ 11 ] |
| 3    | IX Concurs de castells Vila de Torredembarra   | 6 d'octubre de 2013 | Pde4cam  | 3de7a    | 5de7     | 4de7a(i) | 3de7     | 765   | 4/12  | [ 9 ]  |

L'any 2014, el «Concurs de castells Vila de Torredembarra» passà a formar part de l'estructura del Concurs de castells de Tarragona.
| Concurs                               | Data                   | Rondes  | Rondes | Rondes   | Rondes   | Rondes | Punts | Pos.  | Ref.   |
| Concurs                               | Data                   | 1a      | 2a     | 3a       | 4a       | 5a     | Punts | Pos.  | Ref.   |
| ------------------------------------- | ---------------------- | ------- | ------ | -------- | -------- | ------ | ----- | ----- | ------ |
| XXV Concurs de castells de Tarragona  | 4 d'octubre de 2014    | 4de7a   | 5de7   | 3de7a    | 2de7(id) | –      | 830   | 28/41 | [ 13 ] |
| XXVI Concurs de castells de Tarragona | 25 de setembre de 2016 | 2de7(i) | –      | 3de7(id) | –        | –      | 0     | 45/45 | [ 14 ] |